# À la poursuite du trésor oublié
Série
À la poursuite de la lance sacrée
(1er avril 2010)
Pour plus de détails, voir Fiche technique et Distribution.
À la poursuite du Trésor oublié (Die Jagd nach dem Schatz der Nibelungen) est un téléfilm germanique réalisé par Ralf Huettner, diffusé le 31 août 2008 sur RTL.
C'est le premier volet d'une trilogie qui se poursuivra avec À la poursuite de la lance sacrée (2010) et À la poursuite de la chambre d'ambre (2012).

## Synopsis
Allemagne, de nos jours. Jeune archéologue, Eik Meiers est obsédé par la découverte du Trésor des Nibelungen, qui aurait été trouvé puis caché à nouveau par Charlemagne au Moyen-Age. Après des années de recherches infructueuses, Eik abandonne sa quête à la suite de la disparition de sa femme et de son meilleur ami dans l'éboulement d'une galerie. Huit ans plus tard, Eik, qui s'occupe désormais seul de sa fille de quinze ans, est contacté par le professeur Bachmann. Celui-ci lui annonce que des objets du site sur lequel il travaillait avec son épouse ont été volés. Meiers pense aussitôt au Trésor des Nibelungen. Une autre équipe est déjà sur place, mais Eik se lance à la poursuite du trésor.

## Fiche technique
- Titre original : Die Jagd nach dem Schatz der Nibelungen [Note 1]
- Titre français : À la poursuite du Trésor oublié[Note 2]
- Titre anglais ou international : The Charlemagne Code
- Réalisation : Ralf Huettner
- Scénario : Derek Meister
- Musique : Klaus Badelt et Ian Honeyman
- Direction artistique : Markus Wollersheim
- Décors : Matthias Kammermeier
- Costumes : Andreas Janczyk
- Photographie : Hannes Hubach
- Son : Marcel Spisak, Michael Bartylak, Magda Habernickel, Monika Gussner
- Montage : Charles Ladmiral
- Production : Stefan Raiser et Felix Zackor

Production de télévision : Sascha Mürl
Superviseur Production : Barbara Thielen
- Sociétés de production[1] : Dreamtool Entertainment pour RTL
- Sociétés de distribution :
  - Allemagne : RTL (première diffusion à la télévision)
  - France : Zylo[2]
- Budget : 6,15 millions de $ (estimation)[3]
- Pays d'origine :  Allemagne
- Langue originale : allemand
- Format[4] : couleur - 1,78:1 (Widescreen) (16:9) - son Dolby Digital
- Genre : action, aventures, mystère
- Durée : 120 minutes / 114 minutes (en Allemagne)
- Dates de sortie[5] :
  - Allemagne : 31 août 2008 (diffusion TV)
  - France : 6 mai 2014 (sortie directement en DVD)[6]

## Distribution
- Benjamin Sadler : Eik Meiers
- Bettina Zimmermann : Katharine Berthold
- Fabian Busch : Justin Zacharias
- Annika Blendl : Mila Marglund
- Clemens Schick : Jan van Hassel
- Ralph Herforth : Gremme
- Thomas Darchinger : Monhaupt
- Liv Lisa Fries : Kriemhild "Krimi" Meiers
- Stephan Kampwirth : André Berger

## Production

### Tournage
- Cathédrale de Cologne (Allemagne)
- Aix-la-Chapelle (Allemagne)
- Forêt de Teutberg (Allemagne)
- Château de Neuschwanstein (Allemagne)
- île de Rügen (Allemagne)

## Distinctions
En 2008, À la poursuite du trésor oublié a été sélectionné 4 fois dans diverses catégories.

### Nominations
- Prix de la télévision allemande (German Television Awards) 2008 :
  - Meilleur film réalisé pour la télévision ou une mini-série,
  - Meilleur acteur pour Benjamin Sadler,
  - Meilleure musique pour Klaus Badelt,
  - Meilleurs effets visuels pour Denis Behnke.